# النجوم الزاهرة
النجوم الزاهرة في ملوك مصر والقاهرة كتاب من كتب السير والتراجم، ألفه المؤرخ ابن تغري بردي (813 هـ - 874 هـ)، بدأ المؤلف كتابه بذكر فتح مصر على يد جيش المسلمين بقيادة الصحابي عمرو بن العاص، ثم بدأ بذكر ملوك مصر قبل الإسلام، ثم عقب بمن تولى خلافة مصر بعد الإسلام، ذاكرا أهم الأحداث التي وقعت في خلافته، وقد جمع المؤلف في كتابهِ من تولوا إمارة مصر قبل الإسلام وبعدهِ إلى نهاية سنة 871 هـ، وهو كتاب ضخم للمؤرخ المصرى ابن تغري بردي أرخ فيه لتاريخ مصر من بداية التاريخ حتى عام 1467م. ويتكون الكتاب في طبعة دار الكتب والوثائق القومية من 16 مجلداً نُشروا مجلداً وراء الآخر لمدة 40 عاماً من عام 1930م إلى عام 1972. الفضل في نشر الكتاب يعود لعبد الخالق ثروت باشا الذي اهتم بنشر الكتاب. اعتمدت دار الكتب المصرية على نسخة مصورة للنسخة الاصلية الموجودة في إسطانبول بأرقام 3498 و3499. القسم الأدبي بدار الكتب المصرية حقق الكتاب بطريقة علمية جيدة، لكن نشر بعض المستشرقون قبل ذلك وحققوا أجزاء منه مثل تيودور يونبول وماتس (1852م)، والمستشرق بوبر بمساعدة مستشرقين كبار (من 1909م إلى 1930م).
صورة مخطوطة كتاب النجوم الزاهرة موجودة في القاهرة برقم (1343 - تاريخ)، وتوجد منهُ نسخ محفوظة في مكتبة آيا صوفيا في إسطانبول وبرلين وسانت بطرسبرج وأوبسالا وباريس ومكتبة المتحف البريطاني في لندن وغيرها. ولما فتح سليم الأول مصر ورأى الكتاب أمر بنقلهِ إلى تركيا ليترجم لتركية فنقله قاضي العسكر التركي شمس الدين أحمد باشا إلى تركيا وتُرجم جزء منه المولى آشجي زاده وعُرض على سليم الأول أعجبه وأمر باستكمال الترجمة.
لأن هذا الكتاب يعتبر من أهم المصادر التاريخية فقد حاز على اهتمام المؤرخين الغربيين، فترجم المستشرق الهولندي يونبول مجلدين ضخمين منه ونشرهم في مدينة ليدن (1851م - 1855م). وترجم المستشرق الأمريكي وليم بوبر عشرة أجزاء منهُ وقد نشرتهم جامعة كاليفورنيا عامي (1909م - 1929م).
قال ابن تغري في بداية الكتاب أنه كتبه لنفسه دون طلب من سلطان أو أمير لكن في آخره قال أنه كتبه من أجل صاحبه الأمير محمد ابن السلطان سيف الدين جقمق الذي كان ابن تغري يتوقع وصوله للعرش وكان يريد يختم الكتاب بهِ لكن الأمير محمد تُوفي.
قال أحمد بن حسين التركماني الحنفي المعروف بـ«المرجى» الذي كان صاحب ابن تغري وتلميذه وهو الذي نسخ الكتاب بخطه في أخر نسخة كتاب «المنهل الصافى» - الذي ألفه ابن تغري هو الآخر - إنه بعد ماستوعب الكتاب وجده «لا مثيل له في عصره».

## منهج الكتاب
كتب ابن تغري بمنهج مخالف لمنهج استاذه تقي الدين المقريزي حيث وضع كل فترة من فترات السلاطين فصل في حد ذاته وثم كتب السنين وأحداثها تباعاً داخل الفصل حتى يصل إلى وفاة السلطان ويحكي عنه على شكل ترجمة منفصلة يتخللها أحداث أحياناً ثم يرتب سنين عهد السلطان ترتيباً عددياً دون وفيات كل عهد في فصل واحد.
توسع ابن تغري في تاريخ الدولة الفاطمية، وبعد أن سرد أخبار الدولة المملوكية ووصل لعصره وبدأ الكتاب يأخذ شكل سجل يومى حولي من عهد الناصر فرج بن برقوق تقريباً حتى عهد الأشرف قايتباي.
كتاب النجوم الزاهرة ليس فقط تاريخاً لمصر لكن أيضاً للنيل حيث اهتم ابن تغري فيه بأحوال النيل وتقلباته ووفاءه وشحه من عام إلى عام، ورغم أن ابن أيبك الدوادارى سبقه في ذلك لكن سجل ابن تغري أكمل، حتى أن المؤرخ المصري أمين باشا سامي اعتمد على الكتاب في كتابه «تقويم النيل». أيضاً تحدث الكتاب عن النشاط العمراني في مصر وذكر ابن تغري فيه المباني والميادين ومقياس النيل وغيرها وهذه ميزة لابن تغري الذي كان مهتماً بتسجيل التاريخ الحضاري لمصر مع تاريخها السياسي.
ألف ابن تغري ملخصاً للكتاب سماه «الأنوار الظاهرة الكواكب الباهرة من النجوم الزاهرة». وكتب ابن تغري أنه صنف ذلك الملخص لأنه خشي أن يلخصه غيره فيفسد تنظيمه تنظيمه وفصوله.